# Pingüinera Taylor
La pingüinera Taylor es una colonia de cría de pingüinos emperador (Aptenodytes forsteri) ubicada en la costa Mawson de la Tierra de Mac. Robertson en la Antártida Oriental. Es la más grande de las dos colonias enteramente terrestres conocidas de la especie, la mayoría de las cuales están situadas en el hielo marino.

## Descripción
Fue descubierta en octubre de 1954 por un grupo de trineos del Australian National Antarctic Research Expeditions (ANARE) dirigido por Robert Dovers.
La colonia se encuentra a unos 90 kilómetros al oeste de la base Mawson de Australia. Se ubica en el más septentrional afloramiento rocoso en el sector oriental del glaciar Taylor, en el extremo suroeste de una bahía formada por la capa de hielo antártica al sur, las islas del archipiélago Colbeck al este, y hielo marino al este y al norte. Tiene baja altitud.
Es ideal para el monitoreo de la población de pingüinos emperador, ya que está rodeado de colinas bajas y rocosas que permiten ver a todas las aves sin entrar en el área de reproducción. Desde 1954 se lleva a cabo un programa de recuento a largo plazo de la población existente. El número de pingüinos promedió alrededor de 3000 parejas reproductoras durante los 15 años desde 1988 hasta 2002 y parece estable.
El sitio de 0,26 km² está protegido desde 1966 por el Sistema del Tratado Antártico. Fue designado Zona Especialmente Protegida n.º 1 mediante la recomendación IV-I (1966), siendo la primera en la Antártida. En 1992 fue adoptado un plan de gestión para el área mediante la recomendación XVII-2 (1992). La decisión 1 (2002) lo renombró Zona Antártica Especialmente Protegida n.º 101 Pingüinera Taylor, Tierra de Mac Robertson bajo propuesta y conservación de Australia. Un plan de manejo revisado fue adoptado mediante la medida 2 (2005) y de nuevo revisado por la medida 1 (2010). Para el monitoreo del área protegida, dos cámaras automáticas fueron colocadas en 2013. BirdLife International también lo considera como un área importante para la conservación de las aves.

## Reclamación territorial
El sitio es reclamado por Australia como parte del Territorio Antártico Australiano, pero esta reclamación está sujeta a las disposiciones del Tratado Antártico.